# お化け屋敷

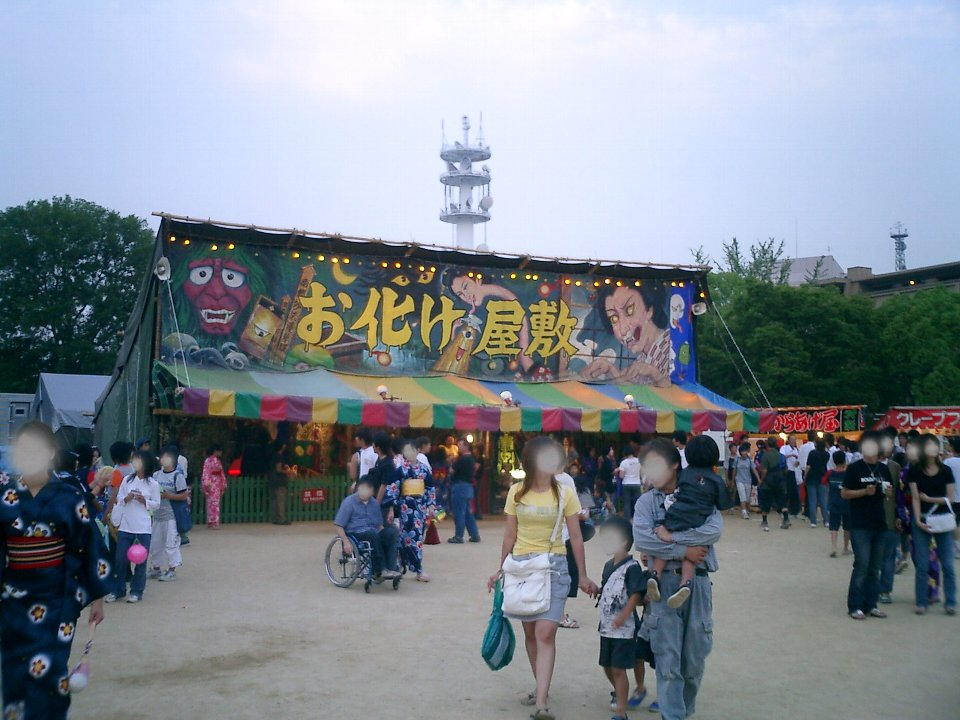
お化け屋敷の一例

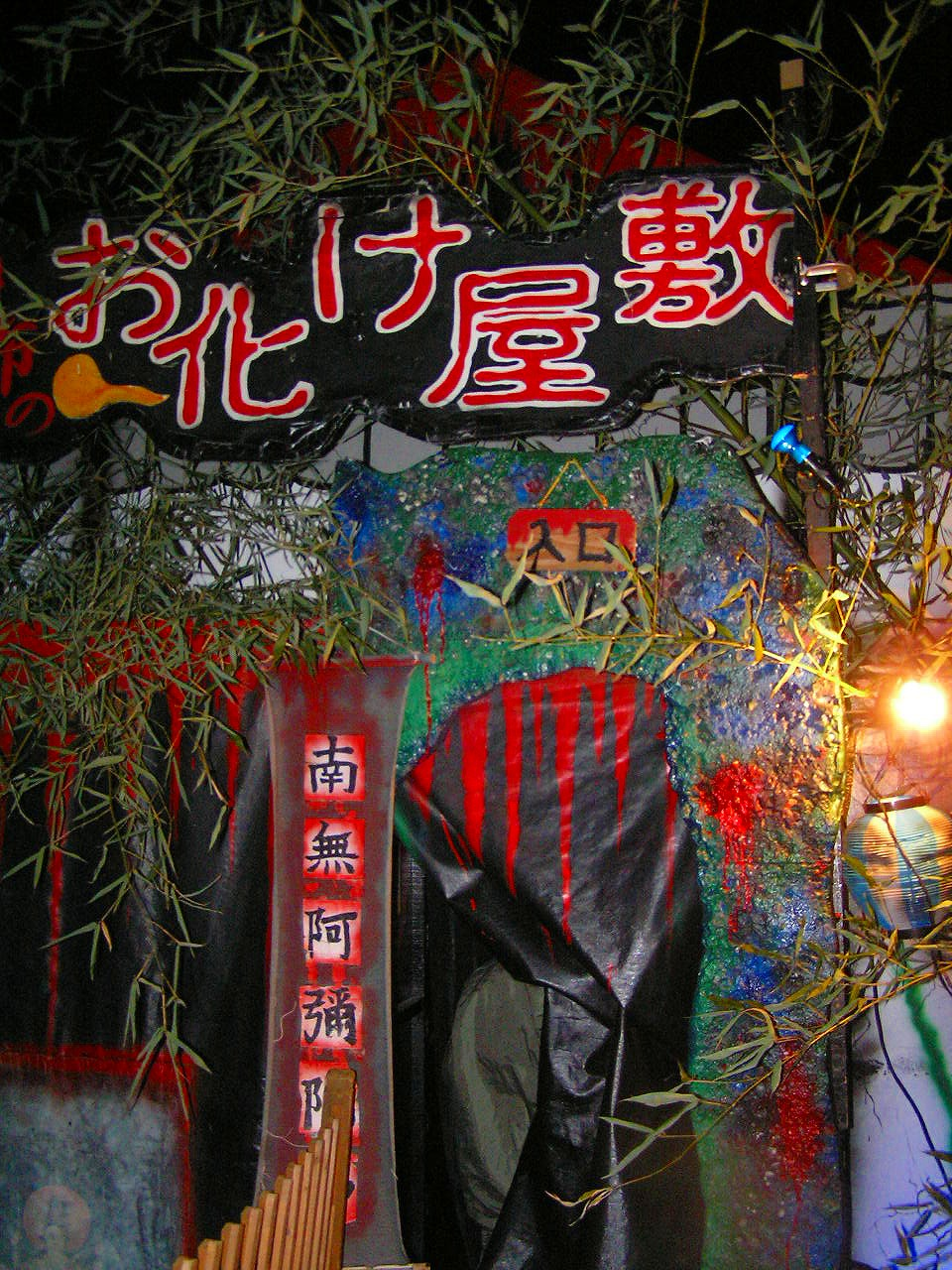
お化け屋敷入り口

お化け屋敷（おばけやしき）は、お化けの出そうな状況を作り出して客に恐怖心を煽るために作られた日本の娯楽施設。日本以外にも類似の施設はあり、英語では"haunted house"、"haunted attraction"，中国語では"鬼屋"などと呼ぶ。主にお化け屋敷プロデューサーが制作する。日本では夏のイメージが強いが、海外ではハロウィーンシーズンに開催される。

## 概要
娯楽施設としてのお化け屋敷は、映像や音響、からくり、役者などを駆使し、利用者に対し幽霊や怪物に対する恐怖を疑似体験させ、楽しませる事を目的とする施設である。遊園地等に常設される例は多い。また、日本では他、祭りに際して屋台等と並んで臨時に設けられる場合も多い。なお、仮設営業されるものは見世物小屋の一形態であり、「薮」と呼ばれた。
お化け屋敷を大きく分類すると、以下の種類に分けられる。
ウォークスルー型
名称の通り決められた通路を歩いて進む、最も一般的なもの。人形や音響効果などを使った仕掛けの他、最近ではよりリアリティを追求する為に独自のストーリーを持たせたり、人がお化け役として客を驚かしたりするものが多い。一部では、通路に分岐が設けられており間違えると元来た道へ戻されるというもの、靴を脱いで入らなければならないもの、入る前と出た後で心拍数を計測し、それによってランク付けされるというものなどもある。富士急ハイランドの「戦慄迷宮」、東京ドームシティアトラクションズの「怨霊座敷」、ユニバーサル・スタジオ・ジャパンの「ザ・マミー・ミュージアム〜ハムナプトラ 神々の呪い〜」「チャッキーのホラー・ファクトリー」などがこのタイプ。
ライド型
特定の小型の乗り物に乗り、ガイドレールに沿って一定の速度で進んでいくもの。お化け役の人が出るというものは極めて少なく、客の側まで来て驚かすという事があまり無い為、お化け屋敷としてはあまり怖くない部類に入る。東京ディズニーランドの「ホーンテッドマンション」、浅草花やしきの「スリラーカー」、としまえんの「ミステリーゾーン」、富士急ハイランドの「無限廃坑」などがこのタイプ。
3Dサウンド型
ヘッドフォンを装着し、そこから流れてくる音声を聴くというもの。一部では部屋に仕掛けが施されているものもある。比較的狭い密室の中に案内され、終わるまで出る事ができないという恐怖感がある。富士急ハイランドの「血に飢えた病棟」、ナムコ・ナンジャタウンの「地獄便所」、浅草花やしきの「ゴーストの館」などがこのタイプ。
シアター型
比較的大人数収容できる広い部屋で、映像を観たり音声を聴いたりするというもの。富士急ハイランドの「稲川淳二の棺桶劇場」、東京ジョイポリスの「ダークチャペル」などがこのタイプ。
サウンド型との相互作用系(サウンド&シアター)も存在する。
イマーシブ型
文字通りの没入感と恐怖体験感に重点を置いたもので、案内人と同行の上で長時間滞在したり、複数人で施設内の謎解きや逃走をしながら脱出を目指すなど、物語の主人公の気分を味わえるタイプ。

## 歴史
常設展示のお化け屋敷と言われているのは1835年、ロンドンで蝋人形作家のマリー・タッソーが作った「Chamber of Horrors」（マダム・タッソー館）といわれている。
同時代の1830年、日本でも江戸の大森（東京都大田区大森）の医者の瓢仙が「大森の化け物茶屋」を自宅の庭に作っており日本のお化け屋敷の原型と言われている他に、鶴屋南北が夏場の歌舞伎の演目に採り上げたり、2代目・泉屋吉兵衛（泉目吉）が発展させたという説もある。遊園地に常設された最も古いお化け屋敷は昭和30年代に宝塚ファミリーランドにあった物。

## 施設

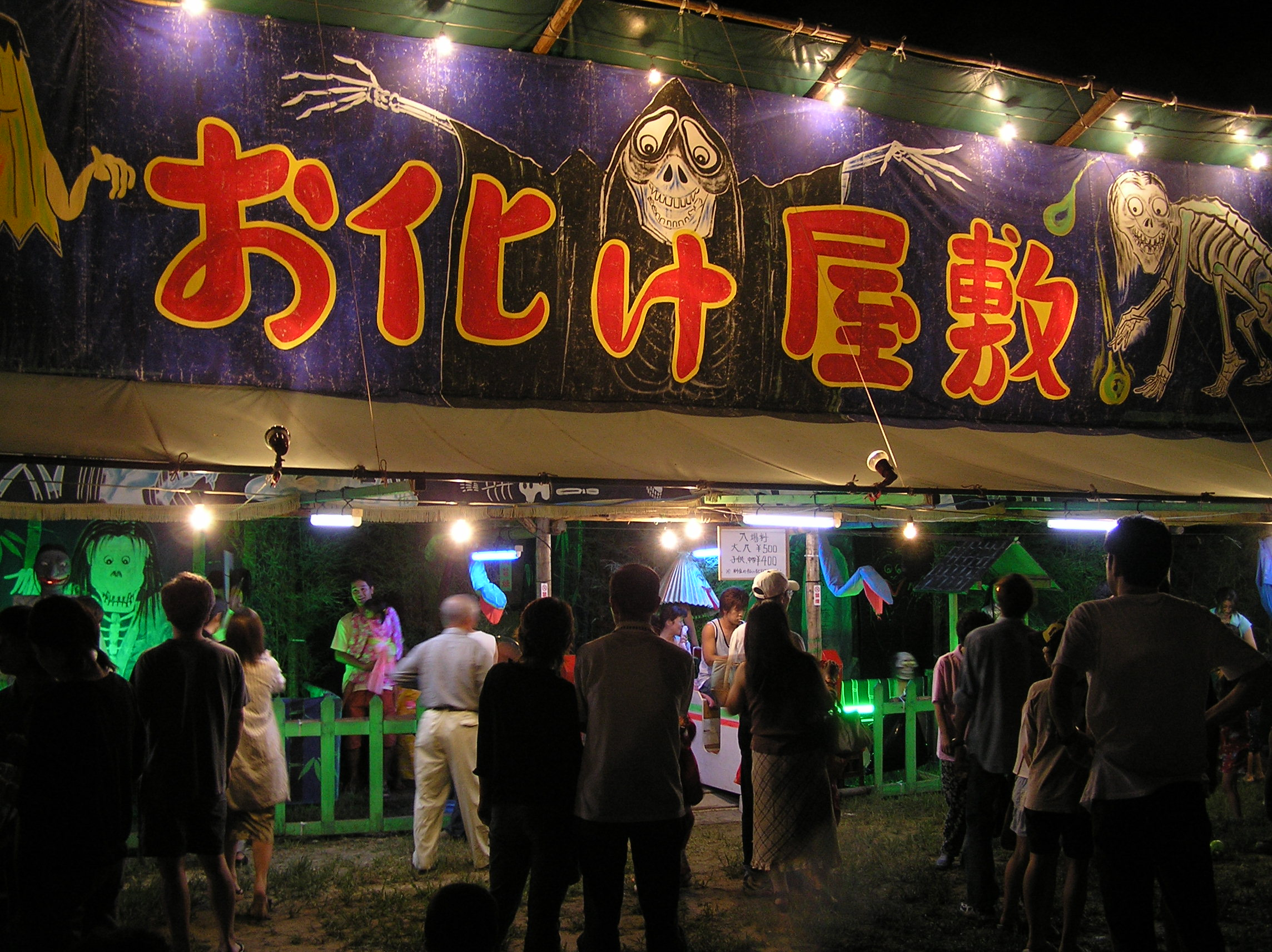
デカンショ祭りお化け屋敷

娯楽施設では、建物内を暗くして亡霊や妖怪が出そうなシーンを演出する。皿屋敷のような怪談の幽霊が登場する場面を再現したり、各所に幽霊に扮した人や機械仕掛けの妖怪を配置したりして、訪れる人を怖がらせる。必ずしも恐怖スポットのお化け屋敷を再現しているわけではなく、古井戸などの屋外の風景や、地獄で死者が鬼に睨まれるような場面が再現されていることもある。
現在では廃墟となった病院や学校、家屋などをテーマにしたものが多くなってきている。また、「リング」や「呪怨」などといったホラー映画とのタイアップにより期間限定でイベントを行う事も多い。
中学校や高等学校の文化祭などでは、模擬店の一環としてお化け屋敷をしつらえる事がある。

### お化け屋敷のある遊園地とその名称一覧(常設)
- 「ポルターガイストの館」 - 北海道グリーンランド（北海道）
- 「死霊の館〜呪われた少女〜」 - ルスツリゾート（北海道）
- 「ダークキャッスル」「ヘルシップ」「グランディッシュの館」「ミステリーマンション」 - 那須ハイランドパーク（栃木県）
- 「地獄寺」 - 日光江戸村（栃木県）
- 「スリラー2」 - 東武動物公園（埼玉県）
- 「ホーンテッドマンション」 - 東京ディズニーランド（千葉県）
- 「お化け屋敷 〜桜の怨霊〜」「スリラーカー」「ゴーストの館」 - 浅草花やしき（東京都）
- 「怨霊座敷」「ザ・13ドアーズ」「ゾンビパラダイス」「楳図かずおのお化け屋敷」「13日の金曜日」 - 東京ドームシティアトラクションズ（東京都）
- 「ダークチャペル」「生き人形 蒼の間」 - 東京ジョイポリス（東京都）
- 「怨念旅館」「地獄旅館」「地獄便所」 - ナムコ・ナンジャタウン（東京都）
- 「お化け屋敷ひゅ～どろ」「閉ざされたお化け屋敷」「恐怖の館」 - よみうりランド（東京都）
- 「天国と地獄」呪いの魔方陣  - 横浜・八景島シーパラダイス（神奈川県）
- 「戦慄迷宮」「無限廃坑」「血に飢えた病棟」「ゲゲゲの妖怪屋敷 妖怪小噺」「恐怖のスリラー館」「処刑の館」 - 富士急ハイランド（山梨県）
- 「ドクター・ゾビ」「処刑の館」 - ぐりんぱ（静岡県）
- 「モンパ君のお化け屋敷」 - 日本モンキーパーク（愛知県）
- 「お化け屋敷」 - ナガシマスパーランド（三重県）
- 「史上最恐のお化け屋敷」 - 東映太秦映画村（京都府）
- 「お化け屋敷 地獄門」 - 生駒山上遊園地（奈良県）
- 「スリラー館」 - ひめじ手柄山遊園（兵庫県）
- 「スリラーハウス キャバンクゥェスト」 - 鷲羽山ハイランド（岡山県）
- 「ミステリーゾーン」 - ヒルゼン高原センター・ジョイフルパーク（岡山県）
- 「スリラーマンション」 - みろくの里（広島県）
- 「楳図かずおのお化け屋敷」 - 城島高原パーク（大分県）
- 「呪われた第四病棟」「廃校への招待状」「地獄堂」 - グリーンランド（熊本県）
- 「スリラーシティ」 - ハウステンボス（長崎県）

### 遊園地以外の場所にあるお化け屋敷一覧(常設)
- 台場怪奇学校 - 台場一丁目商店街（東京都）
- オバケン - 方南町（東京都）
- 隠れ鬼からの脱出 - アジトオブスクラップ浅草・アジトオブスクラップ鹿児島（東京都・鹿児島県）
- 都市伝説からの脱出 - アジトオブスクラップ浅草（東京都）
- 京都怨霊館 - 新京極商店街（京都府）

### 期間限定のお化け屋敷一覧
- 「リンカーンお化け屋敷」 - 赤坂サカス（東京都）
- 「お化け屋敷」 - 伊勢高柳商店街（三重県）
- 「呪われた安土城」「怨霊首無寺」「妖怪屋敷」 - 伊勢安土桃山城下街（三重県）
- 「ザ・マミー・ミュージアム〜ハムナプトラ 神々の呪い〜」 - ユニバーサル・スタジオ・ジャパン（大阪府）
- 「死霊城」 - 姫路セントラルパーク（兵庫県）[5]
- 「お化け屋敷」 - えひめこどもの城（愛媛県）
- 「お化け屋敷」 - レスパスシティ（愛媛県）

### 過去に存在したお化け屋敷一覧
- 「ザ・13ドアーズ」「ゾンビパラダイス」 - 東京ドームシティアトラクションズ（東京都）
- 「お化け屋敷」 - 浅草花やしき（東京都）
- 「ミステリーゾーン」「お化け屋敷」 - としまえん（東京都）
- 「生き人形の間」 - 東京ジョイポリス（東京都）
- 「地獄旅館」「怨念旅館」 - ナムコ・ナンジャタウン（東京都）
- 「台場怪奇屋敷」 - 台場一丁目商店街（東京都）
- 「稲川淳二の棺桶劇場」「恐怖のスリラー館」「処刑の館」 - 富士急ハイランド（山梨県）
- 「学校のおばけ屋敷in有田川」 - 旧有田川町立五西月小学校（和歌山県）[6][7]
- 「エイリアンパニック」 - スペースワールド（福岡県）

## 米国のお化け屋敷（ホーンテッドハウス）とその文化的背景
多くのアメリカ人の意識にお化け屋敷のひとつの典型として刷り込まれているものにディズニーランドのホーンテッドマンションがあるが、それが現代のハイテクによるものだと思ってしまうのは誤解であって、そのノウハウの多くは19世紀の中頃にヨーロッパで大人気を博した出し物　ファンタスマゴリーにおけるノウハウの流用・焼き直しである。
また、その古典主義的な屋敷は、18世紀イギリスにおける廃墟ブームやゴシック趣味も影響を与えている。そこに見られるのは、元々の中世の建築様式のゴシック様式ではなく、寧ろ現代の視点から見て、異なった意味で用いられる様になった「文化としてのゴシック様式」を表現したものである。ゴシック小説におけるゴシックとも言え、言ってみればエドガー・アラン・ポー的な雰囲気を衣装としてまとった建築である。
イギリスではかつて、クリスチャンの離婚を認めないバチカンと、離婚しようとしたヘンリー8世が衝突し、カトリックに対抗し英国独自の国教（イングランド国教会）を定め、カトリックの修道院をことごとく解体した。200年も経ち、18世紀になると、これらの建物が廃墟となり、この世のものとは思えない情緒をたたえる様になった。当時、墓地派と呼ばれる詩人らの活動があった事もあり、人々は廃墟の中に美を見い出し、廃墟を楽しむ事が流行した。廃墟風の建築を設計する建築家もひっぱりだこになった程である。ホーンテッドマンションには、そうした文化からの影響が見られる。

## お化け屋敷に関する職

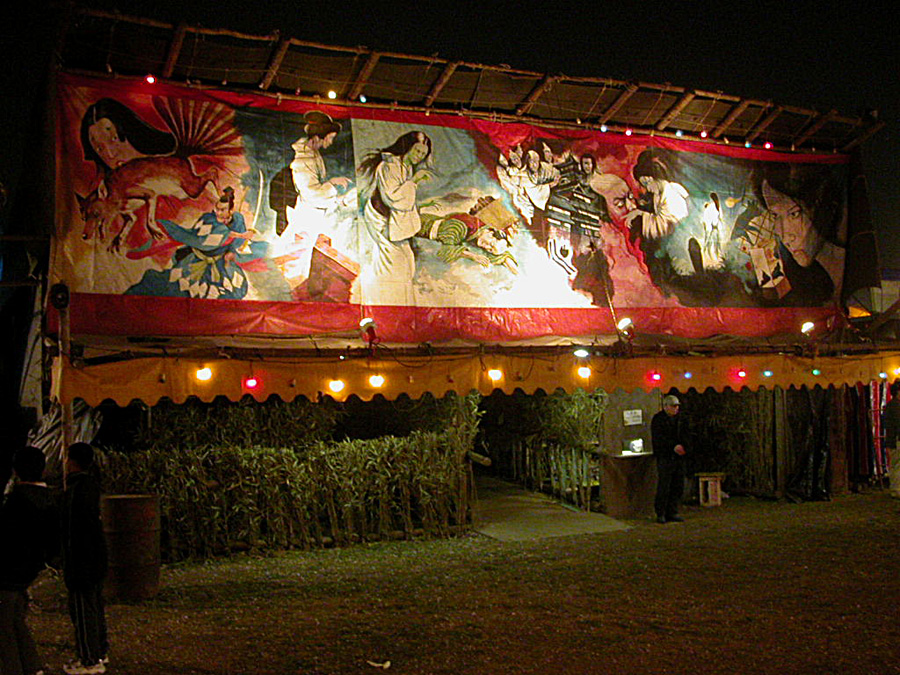
お化け屋敷。古くさい絵も恐怖を煽り立てる。

日本では夏季のお化け屋敷需要が高く、お化け屋敷を制作するお化け屋敷プロデューサー・お化け屋敷クリエイターが多く存在する。
五味弘文
1992年〜。日本のお化け屋敷プロデューサー。代表作は『ザ・13ドアーズ』。
マイケル・ティー・ヤマグチ（MICHAELTY、舞帝）
1992年〜。国内外のお化け屋敷プロデューサー、俳優、特殊メイクアーティストとして活動。代表作は『ネグルシ』『ゾンビ防衛大学』。2004〜「台場怪奇屋敷」創設　　2022〜 米国進出。
平野ユーレイ（幽霊ゾンビ）
2005年〜。ホラープランナー。代表作は『台場怪奇学校』。
齊藤ゾンビ（幽霊ゾンビ）
2005年〜。ホラープランナー。代表作は『台場怪奇学校』。
オバケン
2012年〜。代表作は『方南町オバケン』。
映像業を行いつつ、ホラープランナーとしても活動している。
吉澤正悟(吉澤ショモジ)
2014年〜。代表作は『方南町オバケンシーズン3 SIX EXITS』。
映像業を行いつつ、ホラープランナーとしても活動している
Coco
2020年〜。代表作は『京都怨霊館』。
怪談師やオカルトブロガーを行いつつ、ホラープランナーとしても活動している。

## 関連書籍
- 『化け物屋敷　遊戯化される恐怖』（橋爪紳也/中公新書）